# Грасано Кјеза (Ређо Емилија)
Грасано Кјеза је насеље у Италији у округу Ређо Емилија, региону Емилија-Ромања.
Према процени из 2011. у насељу је живело 10 становника. Насеље се налази на надморској висини од 480 м.